# Source Serif Pro
Source Serif Pro是一個由Frank Grießhammer為Adobe Systems所建立的有襯線字体。它是Adobe的第三個开放源代码字體家族，以SIL開源字體授權進行散佈。
這個字體是受皮埃爾·西蒙·福尼爾及他為Source Sans家族所設計的現代化風格啟發。它在直立的版本中提供六種字重（常規、特細、細、半粗、粗、黑），並有對應的斜體版本。
Source Serif Pro的第一版於2014年釋出。2.0於2017年釋出，加入更多拉丁、西里爾及希臘字元。2018年在2.007R-ro/1.007R-it版本中加入拉丁字母斜體。2019年在3.000R版本中加入西里爾及希臘字母斜體。

## Adobe開放原始碼字體家族
- Source Sans Pro，Adobe開放原始碼字體家族的第一個成員。
- Source Code Pro，Adobe開放原始碼字體家族的第二個成員。
- Source Serif Pro，Adobe開放原始碼字體家族的第三個成員。
- Source Han Sans，Adobe開放原始碼字體家族的第四個成員，也是第一個包含中日韓文字的成員。
- Source Han Serif，Adobe開放原始碼字體家族的第五個成員，同樣包含中日韓文字。

## 外部連結
维基共享资源上的相關多媒體資源：Source Serif Pro
- 在Adobe.com上的Source Serif Pro
- 在GitHub上的Source Serif Pro（页面存档备份，存于）